# فرعة الفاقة (جيشان)

تعديل مصدري - تعديل

فرعة الفاقة هي إحدى قرى عزلة جيشان بمديرية جيشان التابعة لمحافظة أبين، بلغ تعداد سكانها 48 نسمة حسب تعداد اليمن لعام 2004.